# TTV (Pologne)
 (avril 2019).
Si vous disposez d'ouvrages ou d'articles de référence ou si vous connaissez des sites web de qualité traitant du thème abordé ici, merci de compléter l'article en donnant les références utiles à sa vérifiabilité et en les liant à la section « Notes et références ».
TTV est une chaîne polonaise généraliste du groupe TVN. La chaîne a été lancée le 2 janvier 2012.[réf. nécessaire]